# Dân Chủ, Tứ Kỳ
Dân Chủ là một xã thuộc huyện Tứ Kỳ, tỉnh Hải Dương, Việt Nam.

## Lịch sử
Dân cư của Xã đã được hình thành từ rất lâu đời, có lẽ từ thời Hùng Vương (theo hương ước).
Xã Dân Chủ là tên được sử dụng từ sau Cách mạng tháng Tám khi đã sáp nhập 3 xã trong lịch sử là: xã An Lại (Sài), xã Cao La, xã La Xá (có thôn Đồng Bình).
Hiện nay xã Dân Chủ gồm 4 thôn: thôn An Lại, thôn Đồng Bình, thôn Cao La và thôn La Xá

## Giáo dục
Từ trong lịch sử có 6 vị đỗ tiến sĩ (gọi là các ông "nghè") mà ngày nay thuộc xã Dân Chủ:
Đặng Tuyên (1502, La Xá),
Đỗ Bá Huân (1505) (La Xá),
Phạm Thọ Chất (1514, Cao La),
Hoàng Tảo (1523, Cao La),
Nguyễn Duy Tinh (1562, La Xá)
Phạm Thọ Khảo (1571, thôn Đồng Bình, xã La Xá).
Ngoài ra còn có, Phạm Đức Mậu (Cao La) đỗ Hương Cống thời Đoan Khánh. Với 4 người đỗ tiến sĩ như vậy, La Xá là 1 trong 2 làng có số người đỗ tiến sĩ cao nhất của huyện Tứ Kỳ (cùng với làng Hương Quất (nay thuộc xã Kỳ Sơn).

## Nhân vật
cụ nguyễn văn đẹ (1923-2019), người làng Cao La, "đệ nhất danh cầm" ca trù.